# Contea di Gibson (Tennessee)
La contea di Gibson in inglese Gibson County è una contea dello Stato del Tennessee, negli Stati Uniti. La popolazione al censimento del 2000 era di 48 152 abitanti. Il capoluogo di contea è Trenton.